# Першоконстантиновский сельский совет (Чаплинский район)
Першоконстантиновский сельский совет (укр. Першокостянтинівська сільська рада) — входит в состав
Чаплинского района
Херсонской области
Украины.
Административный центр сельского совета находится в 
с. Першоконстантиновка
.

## История
- 1861 — дата образования.

## Населённые пункты совета
- с. Першоконстантиновка